# Take the «A» Train
Take the „A“ Train (с англ.: Садись на поезд А (линию А)) — инструментальная джазовая пьеса Билли Стрейхорна, написанная в 1939 г. для оркестра Дюка Эллингтона, в котором автор работал. Первая аудиозапись была сделана в 1941 году, впоследствии исполнялась неоднократно разными исполнителями — в обработке для джаз-оркестра, в виде песни с текстом, в обработках для различных составов. Считается джазовым стандартом.

## Исторический очерк
В 1940 году Американское общество композиторов, авторов и издателей повысило лицензионные отчисления за трансляцию музыки по радио, и Дюк Эллингтон и его оркестр были вынуждены отказаться от использования своей прежней «визитной карточки» — композиции «Sepia Panorama». В поисках новых композиций, которые могли бы выполнять такую роль, Эллингтон обратился к Билли Стрейхорну (аранжировщику и пианисту оркестра) и к своему сыну Мерсеру.
Пьеса Take the «A» Train (изначально инструментальная) была написана Стрейхорном ещё в 1939 году, однако автор выбросил её в мусорную корзину, поскольку она, по его мнению, слишком сильно походила на аранжировки Флетчера Хендерсона; к счастью, черновик спас  Мерсер Эллингтон. Первую аудиозапись пьесы Эллингтон сделал в 1941 году: 15 января — для радио и 15 февраля — для коммерческого распространения. Позже к инструментальной пьесе был дописан текст, при этом мелодическая линия оригинала была несколько изменена (мелодия сделана более приемлемой для вокального исполнения). Первым подтекстовку в 1942 году выполнил Lee Gaines, но более распространена версия с текстом Джойи Шерилл, созданная в 1944 году. Первая аудиозапись вокальной версии (с певицей оркестра Бетти Роше) была сделана для голливудского фильма Reveille with Beverly в 1943 году. В дальнейшем пьесу (как в инструментальной, так и в вокальной версиях), занявшую место официальной «визитной карточки» оркестра Эллингтона, исполняли многие джазовые и эстрадные музыканты.
В 1976 году оригинальный сингл Дюка Эллингтона и его оркестра с этой песней (вышедший в 1941 году на лейбле Victor Records) был принят в Зал славы премии «Грэмми».

## Аудиозаписи (выборка)
- Дюк Эллингтон – Hollywood (1941)
- Боб Уиллс (и Texas Playboys) – The Tiffany Transcriptions (1947)
- Дюк Эллингтон – Uptown (1952), вокальная версия с участием Бетти Роше
- Клиффорд Браун и Макс Роуч – Study in Brown (1955)
- Элла Фицджеральд – Ella Fitzgerald Sings the Duke Ellington Song Book (1957)
- Анита О’Дэй  – Anita O'Day Sings the Winners (1958)
- Чарлз Мингус – Pre-Bird (1961)
- Билли Стрейхорн – The Peaceful Side (1963)
- Sun Ra – Piano Recital (1977)
- Джо Хендерсон – Lush Life (1991)
- Дейв Грузин – Homage to Duke (1993)
- Никки Янофски – Nikki (2010)